# 本多忠粛
本多 忠粛（ほんだ ただとし）は、江戸時代中期の大名。石見国浜田藩の第3代藩主、三河国岡崎藩の初代藩主。官位は従五位下・中務大輔。忠勝系本多家宗家11代。

## 略歴
先々代で浜田藩初代藩主・本多忠敞の長男。前藩主・本多忠盈の養子となる。
明和4年（1767年）に前藩主・忠盈の死去により家督を相続する。明和6年（1769年）11月18日に三河岡崎藩に移封となる。安永6年（1777年）に死去すると、前藩主・忠盈の実子・忠典が跡を継いだ。

## 系譜
父母
- 本多忠敞（実父）
- 本多忠盈（養父）

正室
- 牧野貞長の娘

養子
- 本多忠典 ー 本多忠盈の次男